# Axtbach
Der Axtbach, ein Bach im Münsterland, ist ein 34,1 km langer, orografisch linker Nebenfluss der Ems. Er entspringt am Mackenberg in den Beckumer Bergen, durchfließt Oelde, die Oelder Bauerschaft Menninghausen, den Herzebrock-Clarholzer Ortsteil Möhler und fließt dann südlich vorbei an Clarholz nach Beelen, wo westlich der Ortslage der Beilbach in ihn mündet. Der Axtbach selbst mündet in Vohren östlich von Warendorf in die Ems. 
Im Bereich des Geländes des Vier-Jahreszeiten-Parks in Oelde und in Vohren wurde der Axtbach renaturiert. Er fließt nun wieder teilweise in seinem ursprünglichen Bett durch Feuchtwiesen und bildet Auenseen. Die Begradigung bzw. Kanalisierung in Beelen und Vohren erfolgte 1964. 
Zum Fischbestand des Axtbaches zählen unter anderem Karpfen, Schleie, Hechte, Aale, Brassen und Rotaugen. Mittlerweile gibt es auch wieder Süßwassermuscheln.